# Salle Verlat
La salle Verlat est une galerie d'art fondée par le peintre Charles Verlat en 1877 à Anvers (Belgique), accueillant des expositions artistiques, de même que des ventes et des manifestations caritatives, jusqu'au début du XXe siècle.

## Histoire

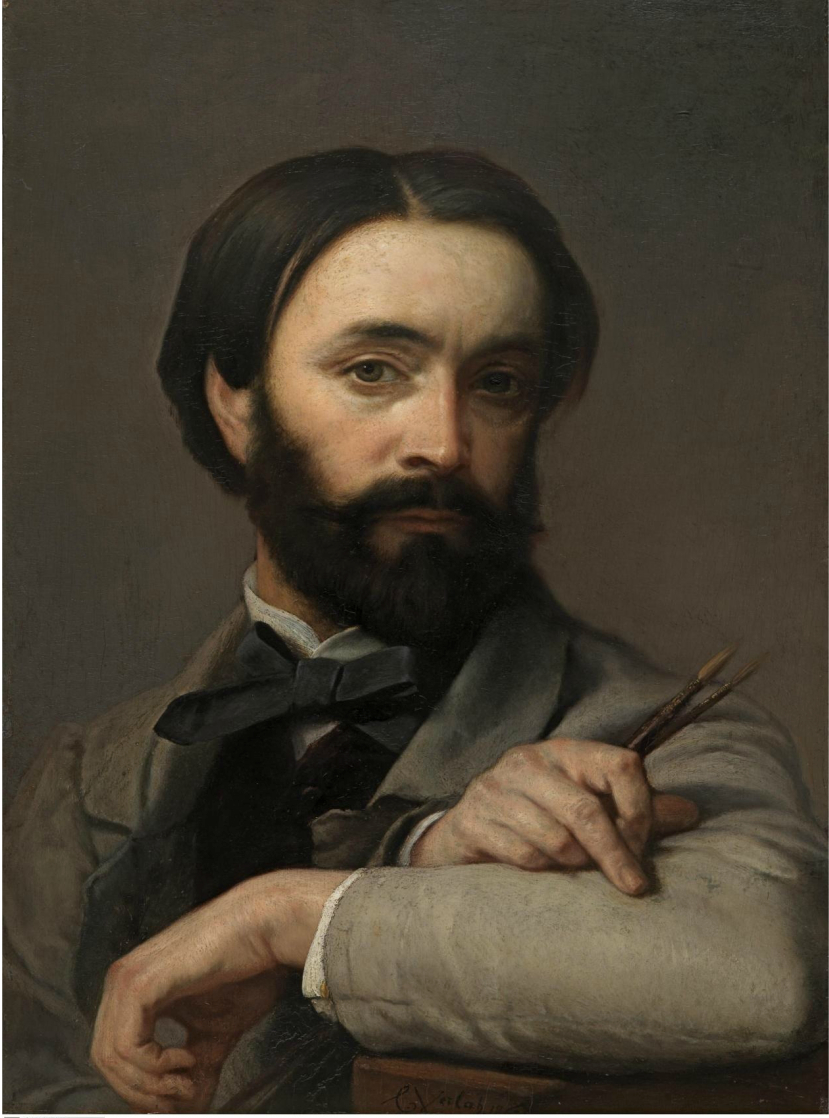
Autoportrait de Charles Verlat (1863).

En 1877, le peintre belge Charles Verlat (1824-1890) fait construire, selon les plans de l'architecte Liévin Van Opstal, à Anvers un hall d'exposition en bois, pour y accrocher vingt compositions exécutées lors de son voyage en Palestine. Le lieu, situé rue des Douze-Mois no 41, près de la bourse d'Anvers est dénommé salle Verlat. L'ouverture de l'espace d'art a lieu le 19 août 1877. La salle accueille par la suite de nombreuses expositions de groupes d'artistes peintres et sculpteurs,. 
En 1884, Charles Verlat soutient les membres du cercle artistique Als ik Kan, fondé par de jeunes artistes et qui tiennent leurs 24 premières expositions à la salle Verlat. Le cercle Arte et Labore y organise, également, dès sa création en 1886, ses expositions. La galerie, à vocation essentiellement artistique, accueille aussi des manifestations commerciales, telles que des ventes de collections d'art ancien et moderne ou de vins fins, de même que des ventes judiciaires. Des manifestations artistiques à vocation caritative sont également organisées,.
En mai 1898, le hall en bois, à l'apparence d'un hangar de messageries, selon ses détracteurs, est démoli afin d'être remplacé, au même emplacement, par un nouveau bâtiment dessiné par l'architecte Joseph Hertogs (d). Les dernières expositions dans l'édifice d'origine sont celles de Louis van Engelen, Romain Steppe, Alphonse Van Beurden, Piet Verhaert et Charles Boland.
La nouvelle salle Verlat est terminée en 1899, sa façade, de style éclectique, est ornée de carreaux en céramique multicolores et le bâtiment comprend un guichet de vente de billets d'entrée aux expositions, bals et carnavals de la ville. En janvier 1900, le nouvel édifice accueille sa première exposition. Sa façade est de nouveau modifiée en 1904,.
Progressivement, après 1906, la galerie délaisse les expositions d'artistes, au profit de ventes publiques d'art ou de mobilier, dont les dernières ont lieu en 1914, à la veille de la Première Guerre mondiale. En 1925, la salle Verlat est intégrée à l'Agence maritime internationale.

## Expositions (sélection)

### Première salle Verlat (1877-1898)
- 1877 : exposition de 300 tableaux de Jan Van Beers à partir du 25 décembre[10].
- 1878 : exposition et vente des toiles de feu Louis Van Kuyck du 26 au 28 mai[11].
- 1879 : Charles Verlat : 14 tableaux, en septembre[12].
- 1884 : cercle des Rosiéristes, 8e exposition ouverte le 22 juin[13].
- 1884 : le 10 février, première des 24 expositions du cercle Als ik Kan qui ont lieu, dans l'ancienne salle Verlat, jusqu'en 1898[14],[4].
- 1886 : Émile Claus et Carl Nys organisent leur exposition conjointe du 13 au 22 février[15].
- 1886 : exposition Arte et Labore en août 1886[16].
- 1888 : en janvier, exposition de la section anversoise de l'Association belge de photographie comprenant plus de mille envois[17].
- 1888 : Théodore Verstraete organise l'exposition de ses tableaux et études, fin février[18].
- 1890 : exposition en hommage au peintre Jules Lambeaux en février[19].
- 1890 : exposition des tableaux du peintre Théodore Verstraete, en mars 1890[20].
- 1891 : exposition conjointe du sculpteur Léon Mignon et du peintre Georges Saint-Cyr, salle Verlat à Anvers, à partir du 28 juin[21].
- 1891 : exposition conjointe de Romain Steppe et Alphonse Van Beurden, salle Verlat à Anvers, du 18 au 25 octobre 1891[22].
- 1891 : exposition de tableaux du peintre Joseph Van Luppen, jusqu'au 3 décembre 1891[23].
- 1892 : exposition de tableaux et de sculptures au profit de la Société protectrice des aveugles, du 13 août au 1er septembre 1892[24].
- 1893 : exposition de peinture et de sculpture en faveur de la Société Saint-Raphaël (œuvre protectrice des émigrants européens aux États-Unis) en avril 1893[25].
- 1893 : exposition annuelle de l'Association belge de photographie en mai 1893[26].
- 1894 : exposition d'art (ameublement Art nouveau de Georges Hobé, médailles de Fernand Dubois et peintures de Georges Morren) en décembre 1894[27].
- 1895 : exposition Louis van Engelen, du 13 au 21 avril 1895[28].
- 1895 : exposition conjointe de Romain Steppe et Alphonse Van Beurden, en décembre 1895[29].
- 1896 : exposition Piet van Engelen, du 4 au 12 avril : 50 tableaux, dont la moitié sont vendus[30].
- 1898 : exposition de Louis van Engelen, du 26 mars au 4 avril[5].
- 1898 : exposition conjointe de Romain Steppe et Alphonse Van Beurden, du 9 au 18 avril 1898[5].
- 1898 : exposition de Piet Verhaert, du 23 avril au 2 mai[5].
- 1898 : exposition exclusive de Charles Boland, du 7 au 16 mai 1898[5].

### Nouvelle salle Verlat (1900-1914)
- 1900 : exposition du peintre Alphonse De Clercq, en janvier 1900[31].
- 1900 : exposition du peintre hollandais Herman Frederik Carel ten Kate, en janvier 1900[32].
- 1900 : exposition des peintures d'Éléonore Mertens, en février 1900[33].
- 1900 : exposition conjointe des peintres Aloïs Boudry et Henry Rul, du 21 au 29 avril 1900[34].
- 1900 : exposition des peintures de Franz De Vadder, du 24 au novembre 1900[35].
- 1901 : exposition des peintures de Karl Edvard Diriks, du 13 au 21 janvier 1901[36].
- 1901 : exposition des peintures d'Edgard Farasyn, du 2 au 10 février 1901[37].
- 1901 : exposition des peintures de Franz Courtens, du 2 au mars 1901[38].
- 1901 : exposition conjointe des peintres Edouard De Jans et Charles Houben, du 23 au mars 1901[39].
- 1901 : exposition conjointe des peintres gantois Théophile Lybaert et Gustave Vanaise, du 6 au 14 avril 1901[40].
- 1901 : exposition du peinture Paul Kuhstoss, du avril au 1er mai 1901[41].
- 1901 : exposition des peintures d'Isidore Meyers, du 16 au novembre 1901[42].
- 1902 : exposition des peintures d'Herman Van den Berghe, du 18 au janvier 1902[43].
- 1902 : exposition des peintures d'Henry Luyten, en février 1902[44].
- 1902 : exposition des peintures de Franz De Vadder, du 1er au 9 mars 1902[45].
- 1902 : exposition conjointe des peintres Prosper De Wit, Henry Rul et du sculpteur Arsène Matton, du 23 au 30 mars 1902[46].
- 1902 : exposition des peintures de Pierre Jean Van der Ouderaa, du 12 au 20 mars 1902[47].
- 1902 : exposition de peintures au profit de l'association Pour les aveugles, du 2 au 24 août 1902[48].
- 1902 : exposition de peintures de Léon Delderenne, du 23 au 30 novembre 1902[49].
- 1903 : exposition conjointe des peintres Théophile Lybaert et feu Gustave Vanaise, du 17 au 25 janvier 1903[50].
- 1903 : exposition des peintures de Léon Corthals, en avril 1903[51].
- 1903 : exposition des peintures de Louis van Engelen, en avril 1903[52].
- 1903 : exposition Arte et Labore en juillet 1903[53].
- 1903 : exposition des peintures d'Anna Kernkamp, du 15 22 novembre 1903[54].
- 1903 : exposition des peintures de Léon Delderenne, du 20 au 30 décembre 1903[55].
- 1904 : exposition de feu le peintre Frans Vinck, du 24 au 31 janvier 1904[56].
- 1904 : exposition du peintre Alphonse De Clercq, du 20 au 28 mars 1904[57].
- 1904 : exposition conjointe des peintres Edouard De Jans (portraits) et Charles Houben (paysages), du 17 au 24 avril 1904[58].
- 1904 : exposition du peintre Frans Simons, du 20 au 29 mai 1904[59].
- 1904 : exposition Piet van Engelen, du 2 au 15 avril 1904 : 45 tableaux, dont la moitié sont vendus[60].
- 1905 : exposition conjointe d'Henri van Melle et Alfons Cogen, chacun présentant une vingtaine de tableaux, en octobre 1905[61].
- 1905 : exposition conjointe des peintres Julien Célos et Felix Eyskens, du 18 au 26 novembre 1905[62].
- 1905 : exposition des peintures d'Armand Jamar, du 9 au 18 décembre 1905[63].
- 1905 : exposition des peintures de Léon Delderenne, du 20 au 31 décembre 1905[64].
- 1906 : exposition des peintures (paysages de Campine) d'Éléonore Mertens, du 3 au 11 février 1906[65].
- 1906 : exposition des peintures d'Ernest Castelein, du 25 mars au avril 1906[66].
- 1906 : exposition des peintures de Franz De Vadder, du 7 au 24 avril 1906[67].
- 1907 : exposition de peintures d'Émile Gastemans, du 2 au 11 février 1907[68].
- 1907 : exposition annuelle de peintures et sculptures de la Société protectrice des aveugles (XIV), du 23 mars au 7 avril 1907[69].
- 1907 : exposition de 50 peintures de Paul Servais, du 19 au 29 octobre 1907[70].
- 1907 : exposition des peintures et aquarelles de Georges Koister, du 1er au 13 novembre 1907[71].
- 1907 : exposition des peintures de Léon Delderenne, en décembre 1907[72].
- 1908 : exposition des peintures d'Ernest Castelein, du 28 mars au 6 avril 1908[73].
- 1908 : exposition des peintures d'Edgard Farasyn, en décembre 1908[74].

### Biographie
- Catalogue, Catalogue de la galerie C. Verlat, Anvers, J.E. Buschmann, 1877, 15 p. (lire en ligne).
- (nl) Max Rooses, Oude en nieuwe kunst, Gand, J. Vuylsteke, 1896, 320 p. (lire en ligne), p. 45-99.